# Aharon-Ya'akov Greenberg
Pour les articles homonymes, voir Greenberg.
Aharon-Ya'akov Greenberg (hébreu : אהרן-יעקב גרינברג), né le 15 mars 1900 à Sokołów Podlaski (Empire russe) et mort le 2 avril 1963, est un homme politique israélien, membre de la Knesset de 1949 à 1951 puis de 1955 à 1963.

## Biographie
Greenberg naît à Sokołów Podlaski, en actuelle Pologne. Il est membre des jeunesses du Mizrahi, un mouvement sioniste religieux, ainsi que des jeunesses pionnières du Mizrahi.
En 1934, Greenberg fait son alya en Palestine mandataire, où il rejoint le parti Hapoel Hamizrahi. En 1949, il est élu sur la liste du Front religieux uni (une alliance des quatre partis religieux de l'époque), mais il perd son siège aux élections de 1951. Il est réélu à la Knesset aux élections de 1955, pour lesquelles le Hapoel Hamizrahi a fusionné avec le Mizrahi pour former le Parti national religieux. Greenberg est alors nommé vice-président du Parlement. Il conserve ses fonctions parlementaires jusqu'à sa mort en 1963, avant d'être remplacé par Moshe Kelmer (en). 
Greenberg est surtout reconnu dans les communautés juives orthodoxes pour avoir écrit la Iturei Torah (עיטורי תורה), un commentaire de la Parasha de la semaine inspiré de sources hassidiques et musar (en), qu'il publie chaque semaine dans le journal HaTzofe sous le pseudonyme d'« Y. Halevi ». Après son décès, les commentaires de Greenberg sont compilés dans un ouvrage en sept volumes publié par les éditions Yavneh (he) de Tel Aviv.